# 金美館
金美館（きんびかん）は、かつて存在した日本の映画館である。美須鐄経営の個人商店として発足し、1931年に株式会社金美館本部として法人化した。20館あまりの映画館を有するチェーンであった。現在のチッタエンタテイメントの前身である。本項では美須商事株式会社設立以前に美須鐄が興行をしていた映画館、戦後も金美館を冠していた映画館、法人としての金美館本部に付いて記述する。

## 略歴・概要
1922年（大正11年）2月11日、東京府北豊島郡日暮里町大字金杉（現在の東京都荒川区東日暮里）に創業した。開館番組は『虞美人草』。館名の「金美」は、金杉の「金」と美須鐄の「美」から引用したものである。
1930年（昭和5年）末、南足立郡千住町（現在の足立区千住中居町29-1 三泉ビル）に1920年（大正9年）以前からつづいた千住劇場を買収して「千住金美館」と改称、1936年（昭和11年）に駅前通ができ、そこに入り口を新設し、通りの名は「千住金美館通り」と呼ばれるようになった。
1937年（昭和12年）、川崎市に進出、同市小川町（現在の同市川崎区小川町）に6館の映画館を開業した。このころ東京の金美館チェーンは20館に達していた。
第二次世界大戦によって入谷金美館、梅田金美館など数劇場を残し、多くの劇場を焼失した。川崎の6館の映画館も焼失したが、1945年（昭和20年）7月、戦時中の最末期に「川崎銀星座」を復興する。戦後は川崎市小川町80に本社を移し、川崎、蒲田を中心に劇場を展開した。1949年（昭和24年）4月18日、新たに美須商事株式会社（現チッタエンタテイメント）を設立し、川崎、蒲田の劇場は同社の経営になった。
美須商事設立と前後して、都内の金美館の名を冠する劇場は美須鐄以外の手で興行されることになった。梅田金美館は1949年までは美須が興行を行なっていたが、翌年から人手に渡った。焼失した千住金美館は1951年11月に美須が再開館させたが、1956年に手を引き、1961年（昭和36年）には閉館した。1950年7月には荒川区尾久町に金美館を興行主として荒川金美館が開館している。しかし、1954年には人手に渡っており、1958年には閉館した。また、同じく尾久町の尾久金美館の跡地には1952年1月に武蔵野興業が映画館を再建しているが尾久映画劇場と命名され、金美館の名が付くことはなかった。
入谷金美館は1950年に田辺但馬の手に渡り、同氏は同じく金美館の名を使用し向島金美館を1953年3月に開館している。同館は1971年（昭和46年）1月に閉館した。1950年12月には第三金美館の跡地に金美館本部の監査役であった饗場武を支配人として日暮里金美館が再開館しているが、翌年12月には売却され大和興行の富塚四郎の手に渡った。1991年（平成3年）10月、最後まで金美館の名を残していた同館も閉館している。
入谷金美館がかつて存在した台東区入谷1丁目 - 2丁目の300メートルの通りは「金美館通り」と、同館が存在しない現在も呼ばれている。

## 劇場
大正末期の1924年 - 1926年、1934年（昭和9年）、1940年（昭和15年）、1942年（昭和17年）、1949年（昭和24年）の資料による金美館チェーンである。なお、資料により各劇場の経営者を美須鐄の個人名としている場合と、法人の金美館本部としている場合があるが、ここではいずれの名義で記載された劇場も含めた。また、戦後、美須鐄以外の手によって開館した劇場はここから除いた。

### 東京都（東京府）
- 入谷金美館 （下谷区入谷町173、現在の台東区入谷1-18-7 東京菓子会館、定員420、1925年5月開館[10][11][12][13]）
  - 戦後は美須鐄の手を離れた[14]。1960年代中盤に閉館[注 3]。
- 第一金美館 （北豊島郡日暮里町1-1796大字金杉、現在の荒川区東日暮里2丁目、定員496、1922年 - [10][11][12][13]戦災で焼失[14]）
- 金杉館 （荒川区日暮里3丁目、現在の荒川区東日暮里[10][11]）
  - 1934年-1940年の間に閉館[12]。
- 第三金美館 （北豊島郡日暮里町2-262、現在の荒川区東日暮里3丁目31-18、定員484、1926年 - [10][11][12][13]戦災で焼失[14]）
- 第二金美館 （北豊島郡南千住町2-45土堤下、現在の荒川区南千住2丁目、定員400、1926年 / 1932年情報[注 4][10][11][12][13] 戦災で焼失[14]）
- 町屋金美館 （北豊島郡三河島町6-185、現在の荒川区町屋、定員459、1932年情報[11][12][13] 戦災で焼失[14]）
- 尾久金美館 （北豊島郡尾久町4-1454、現在の荒川区西尾久2丁目、定員495、1932年情報[11][12][13] 戦災で焼失[14]）
- 王子レコード館 （王子区王子町438、現在の北区王子1丁目、定員430[10][11][12]）
  - 1940年-1942年の間に同社から他社の経営に変更[12][13][14]。
- 熊の前金美館 （荒川区尾久町、定員330[13]  戦災で焼失[14]）
- 千住金美館 （南足立郡千住町56、現在の足立区千住中居町29-1 三泉ビル、定員663、千住劇場を改称して開業、1930年末 - 1961年 閉館[11][12]）
  - 戦災で焼失後[14]1950年7月に再開館しているが、1956年には手放した。
- 西新井金美館 （足立区本木町1-762、現在の足立区本木1丁目、定員380[13]  戦災で焼失[14]）
  - 1940年-1942年の間に大師館を改称し、他社から同社の経営に変更[11][12]。
- 梅田金美館 （足立区梅田1633、現在の足立区梅田2丁目、定員339[12][13][14]、1957年情報）
  - 1934年-1940年の間に開館[11][12]。1950年には手放した。
- 目白松竹館 （豊島区椎名町4-4102、現在の豊島区南長崎3丁目、定員451[12][13]）
  - 1949年には存在を確認できず[14]。
- 東洋キネマ （神田区南神保町3、現在の千代田区神田神保町2丁目、定員422[10][11]）
  - 1934年-1940年の間に同社から他社の経営に変更[12]。1949年には三和興業の手に渡っている[14]。
- 阿佐ヶ谷映畫劇場 （杉並区阿佐ヶ谷1-760、現在の杉並区阿佐谷南1丁目、定員144[13]）
- 高圓寺映畫劇場 （杉並区高円寺7-950、現在の杉並区高円寺北3丁目、定員460[12][13]）
- 大井館 （品川区大井倉田町3412、現在の品川区大井4丁目、定員347[10][11][12]）
  - 1942年に大井映畫劇場に改称し、同社から他社の経営に変更[13]。1949年には存在を確認できず[14]。
- 大崎キネマ （品川区西大崎町1-354、現在の品川区広町1丁目、定員445[10][11]）
  - 1942年に大崎松竹映畫劇場に改称し、同社から松竹の経営に変更[13]。1949年には存在を確認できず[14]。
- 寶來館 （品川区南品川1-12、現在の品川区南品川1丁目、定員400[12][13]）
  - 1949年には存在を確認できず[14]。
- 糀谷花月映畫劇場 （蒲田区糀谷町1-57、現在の大田区西糀谷4丁目、定員234[13]）
  - 1940年-1942年の間に他社から同社の経営に変更[12][13]。1949年には存在を確認できず[14]。
- 蒲田大映劇場 （大田区御園町1-2、定員343[14]）
- 蒲田東寶映畫劇場 （大田区御園町1-2、定員238[14]）
- 蒲田松映 （大田区小林町22、定員209[14]）
- 澁谷劇場 （渋谷区道玄坂上通4-9、現在の渋谷区円山町、定員467[10][11]）
  - 1942年に澁谷花月劇場に改称し、同社から他社の経営に変更[13]。
- エビス帝國館 （渋谷区中通1-6、現在の渋谷区東3丁目、定員446[10][11]）
  - 1934年-1942年の間に同社から他社の経営に変更[11][13]。

### 神奈川県
- 川崎ニュース劇場 （川崎市宮前町11、定員230[12][13] 戦災で焼失[14]）
  - 1934年-1940年の間に開館[11][12]。
- 川崎映畫劇場 （川崎市小川町80、定員472[12][13]、戦後は定員794[14]）
  - 1934年-1940年の間に開館[11][12]。
- 川崎昭和館 （川崎市小川町80、定員453[13] 戦災で焼失[14]）
  - 1940年-1942年の間に開館[12][13]。
- 銀星座 （川崎市小川町78、定員225[13][14]）
  - 1940年-1942年の間に開館[12][13]。
- 川崎東寶第一劇場 （川崎市古川通り27、定員453[12][13] 戦災で焼失[14]）
  - 1934年-1940年の間に開館[11][12]。
- 川崎東寶劇場 （川崎市小川町29、定員356[14]）
  - 上記劇場の再建。戦後に開館。
- 川崎オデオン座 （川崎市古川通り、定員450[14]）
- 川崎大映劇場 （川崎市古川通り30、定員455[14]）
- 高津映畫劇場 （川崎市二子628、定員252[13][14]）
  - 1940年-1942年の間に開館[12][13]。戦後は高津劇場に改称[14]。
- 濱川崎ニュース劇場 （川崎市濱町1-22、定員375[13] 戦災で焼失[14]）
  - 1940年-1942年の間に開館[12][13]。
- 鎌倉映畫劇場 （鎌倉市雪ノ下1084、現在の鎌倉市小町2丁目8-20[15]、定員234[13]）
  - 1940年-1942年の間に鎌倉日活館から改称し、他社から同社の経営に変更[12][13]。戦後はテアトル鎌倉に改称し東京興行の経営になる[14]。

## 関連事項
- 金美館通り
- チネチッタ